# Jales (ort)
Jales är en ort i Brasilien.   Den ligger i kommunen Jales och delstaten São Paulo, i den södra delen av landet, 600 km sydväst om huvudstaden Brasília. Jales ligger 507 meter över havet och antalet invånare är 43 831.
Terrängen runt Jales är huvudsakligen platt. Jales ligger uppe på en höjd. Jales är det största samhället i trakten.
Omgivningarna runt Jales är en mosaik av jordbruksmark och naturlig växtlighet. Runt Jales är det ganska glesbefolkat, med 26 invånare per kvadratkilometer.